# Sybra freyi
Sybra freyi là một loài bọ cánh cứng trong họ Cerambycidae.